# Astaena aequatorialis
Astaena aequatorialis är en skalbaggsart som beskrevs av Kirsch 1885. Astaena aequatorialis ingår i släktet Astaena och familjen Melolonthidae. Inga underarter finns listade.